# Svenskt Militärhistoriskt Bibliotek
Svenskt Militärhistoriskt Bibliotek (SMB) var en svensk bokklubb inriktad på militärhistoria och krisberedskap, vilken drevs i form av en stiftelse.  Förutom att sälja böcker utgivna på andra bokförlag utgav Svenskt Militärhistoriskt Bibliotek ett stort antal egna böcker, såväl nyskriven litteratur direkt för klubben som översättningar av utländska titlar. Utbudet av böcker dominerades av militärhistoria på svenska, men innehöll även böcker inom allmänhistoria, kultur, säkerhetspolitik, krisberedskap och böcker på engelska samt ett visst inslag av andra media, såsom DVD:er. Många av de böcker och utrustningsdetaljer som Svenskt Militärhistoriskt Bibliotek erbjöd tillverkades ofta specifikt för klubbens medlemmar.  
Klubbens medlemstidning tillika app var Pennan & Svärdet och utkom minst 12 gånger per år i digital form. I varje nummer av medlemstidningen samt appen Pennan & Svärdet presenterades ett förmånserbjudande, oftast en bok eller utrustningsdetalj, som medlemmen måste tacka nej till för att inte få det automatiskt utsänt till sig. Detta förmånserbjudande var oftast framtaget efter medlemmens preferenser.  
Svenskt Militärhistoriskt Bibliotek arrangerade även resor till platser med förankring i historien, föreläsningar, författarmiddagar, bokreleaser och överlevnadsutbildningar samt stod bakom artikelserierna Militärt, Krigsmyter och 72 Timmar. Svenskt Militärhistoriskt Bibliotek drev även Facebook-sidorna Pennan & Svärdet, Praeparatus Supervivet och Militärt samt Instagram-sidan Pennan & Svärdet.
Lagret fanns i Skurup, medan kansliet och Pennan & Svärdets redaktion satt i Försvarshögskolans lokaler i Stockholm.
Omsättningen uppges ha varit mellan 50 och 100 miljoner kronor/år
År 2023 beslutade styrelsen för stiftelsen Svenskt Militärhistoriskt Bibliotek att lägga ned bokklubben, vilket skedde i början av 2024, men stiftelsen kommer att finnas kvar även framgent.[källa behövs]

## Historik
Initiativet till Svenskt Militärhistoriskt Bibliotek togs i november 1992 vid Norrlands artilleriregemente av tre militärhistoriskt intresserade personer med bakgrund i armén: regementschefen överste Lennart B:son Uller, pensionerade majoren Curt Johansson och Per-Anders Lundström, som då ägnade sig åt en bok om regementets historia. År 2021 hade klubben över 30 000 aktiva medlemmar.

## Styrelsen
Styrelsen för stiftelsen Svenskt Militärhistoriskt Bibliotek har genom åren haft följande ledamöter.
- Lennart Uller, ordförande från 199?.[8]
- Curt Johansson, ledamot 199?–2006;[8][9] hedersledamot från 2006.[10]
- Per-Anders Lundström, ledamot från 199?;[8] projektledare 199?–2000,[8][11] verkställande styrelseledamot 2000–2001,[12][13] styresman från 2001.[14]
- Knut Björkenstam, ledamot 199?–2001.[8][15]
- Torbjörn Rimstrand, ledamot 199?–2007;[8][16] hedersledamot från 2007.[17]
- Margareta Beckman, ledamot från 199?.[8]
- Per Iko, ledamot 1998–2023.[18][19][20]
- Bertil Nelsson, ledamot 2001–2010;[14][21] hedersledamot från 2010.[22]
- Gustaf von Hofsten, ledamot från 2005.[23]
- Ingvar Gustafsson, ledamot från 2006.[10]
- Peter Källoff, ledamot från 2007.[24]
- Johan Johnson, ledamot 2013–2019.[25][26]
- Carl-Fredrik Geust, ledamot från 2020.[27][28]